# Martin Lynes
Martin Lynes (* 21. Januar 1968 in Sydney, New South Wales) ist ein australischer Schauspieler. 

## Leben
Martin Lynes wuchs in Perth, Western Australia auf. In seiner Jugend galt sein Interesse dem Sport und Surfen. Im Alter von 15 Jahren verließ er die Schule und reiste zunächst mit einem Freund durch Australien. Nach seiner Rückkehr nach Perth, besuchte er einen Comedy-Workshop, wo er seine ersten schauspielerischen Erfahrungen machte. 
Er absolvierte eine Schauspielausbildung am National Institute of Dramatic Art (NIDA) in Sydney, die er 1994 mit dem Schauspieldiplom abschloss. Danach folgten einige Theaterengagements. Am Marian Street Theatre in Sydney spielte er in einer Inszenierung des Theaterstücks The Club des australischen Theaterautors David Williamson. 1996 spielte er beim Sydney Festival in einer Bühnenfassung von Lady Chatterley. 1997 spielte er am Stables Theatre in Sydney in einer Produktion von This is the sea. 
Von 1998 bis 2004 spielte er Dr. Luke Forlano in der Krankenhausserie All Saints. In der Serie spielte er einen Chirurgen, der sich mehrfach erfolglos um den Chefarztposten bewarb. Die Rolle war Lynes' erste durchgehende Serienrolle. Im deutschen Fernsehen wurde er durch seine Rolle des Coach Simmo, des coolen Inhabers und Trainers der Surfschule Solar Blue, in der Serie Blue Water High bekannt.  Lynes trat auch als Darsteller, Regisseur und Produzent einiger Kurzfilme, unter anderem Know Your Destiny und Ask Muff hervor.
Lynes ist mit der Produzentin und Regisseurin Marie Patane verheiratet und Vater eines Kindes. Zeitweise war er mit der australischen Schauspielerin Belinda Emmett liiert.

## Filmografie (Auswahl)
- 1996: Pacific Drive (Fernsehserie)
- 1997–2004: All Saints (Fernsehserie)
- 2005–2006: Blue Water High
- 2006: Monarch Cove (Fernsehserie)
- 2007: Sea Patrol (Fernsehserie)
- 2008: McLeods Töchter